# Tempestade tropical Josephine (1996)
A tempestade tropical Josephine foi uma tempestade tropical do Atlântico incomum que se moveu de oeste para leste através do Golfo do México em outubro de 1996. Formou-se em 4 de outubro como uma depressão tropical dos restos de uma frente fria. No início de sua duração, o sistema interagiu com uma crista sobre o centro dos Estados Unidos, que produziu ventos fortes e marés altas ao longo da costa do Texas. As bandas de chuva externas causaram inundações no sul do Texas e, na Louisiana, as marés altas inundaram as estradas e prenderam os residentes em Grand Isle. Movendo-se geralmente para o leste devido a um cavado, a depressão se intensificou em uma tempestade tropical em 6 de outubro, e no dia seguinte atingiu ventos máximos de 110 km/h (70 mph) ao se aproximar da costa oeste da Flórida. Josephine chegou ao condado de Taylor perto do pico de intensidade no início de 8 de outubro, e logo depois tornou-se extratropical. Enquanto se movia em terra, a tempestade produziu uma maré de tempestade atingindo 2.8 m (9.3 ft) em Suwannee. As marés de tempestade inundaram cerca de 3.600 casas ao longo da costa oeste. Josephine também produziu fortes chuvas, que inundaram centenas de casas, e ventos fortes, que deixaram 400.000 pessoas sem eletricidade. A tempestade também gerou pelo menos 16 tornados, um dos quais danificou 130 casas.
Os remanescentes extratropicais de Josephine moveram-se ao longo da costa leste dos Estados Unidos, produzindo rajadas de vento de até 124 km/h (77 mph) no Condado de St. Mary e em Ocean City, Maryland. Os ventos causaram quebras de energia generalizadas, incluindo 26.000 na Virgínia e 31.000 em Nova Jérsia. Chuvas fortes inundaram áreas baixas e rios ao longo do caminho da tempestade, inclusive na Carolina do Norte, que já havia sido afetada pelos furacões Bertha e Fran no início do ano. No sudeste dos Estados Unidos, a tempestade contribuiu para dezenas de acidentes de trânsito, que mataram uma pessoa na Geórgia, na Carolina do Norte e na Virgínia. Danos nos Estados Unidos totalizaram cerca de US $ 130 milhões (1996 USD). Josephine mais tarde mudou-se para o mar e, após passar a sudeste de Cabo Cod, atravessou o Canadá atlântico com chuvas moderadas e rajadas de vento. A tempestade mais tarde se fortaleceu no norte do Oceano Atlântico antes de se fundir com outra tempestade extratropical perto da Islândia em 16 de outubro.

## História meteroróliga
No final de setembro de 1996, uma frente fria parou sobre o sudoeste do Golfo do México, produzindo uma área de convecção. As tempestades foram possivelmente relacionadas à mesma onda tropical que gerou o furacão Hernan no leste do Oceano Pacífico. Uma área de baixa pressão formada na baía de Campeche em 2 de outubro, embora inicialmente as condições de nível superior não favorecessem a ciclogênese tropical. A convecção tornou-se mais persistente em 3 de outubro e gradualmente tornou-se melhor organizado. Em 4 de outubro, as classificações baseadas na técnica Dvorak começaram e, mais tarde naquele dia, os Caçadores de furacões voaram para o sistema. Com base nos dados do voo, estima-se que a depressão tropical Dez se formou às 18:00 UTC naquele dia na costa nordeste do México. Durante seus estágios de formação, a depressão interagiu com uma crista perto dos Grandes Lagos para produzir ventos fortes na costa do Golfo dos Estados Unidos. Com correntes de direção fracas, a depressão moveu-se lentamente para o nordeste e, inicialmente, o cisalhamento do vento impediu uma maior organização. Em 6 de outubro, um forte cavado fez com que o sistema acelerasse para leste-nordeste. O movimento de oeste para leste da tempestade no Golfo do México foi incomum, embora não sem precedentes.
Em 6 de outubro, as feições de bandas tornaram-se mais bem definidas e a depressão se intensificou na tempestade tropical Josephine. Mais intensificação se seguiu, e Josephine atingiu ventos de pico de cerca de 110 km/h (70 mph) em 7 de outubro. Isso foi baseado em ventos de nível de voo de 137 km/h (85 mph), e perto do pico de intensidade, a tempestade desenvolveu uma parede ocular parcial. Josephine acelerou para o nordeste, mantendo os ventos de pico, e atingiu a costa em Taylor County, Flórida, às 03:30 UTC em 8 de outubro. Naquela época, Josephine estava perdendo características tropicais e, logo depois, a tempestade se transformou em um ciclone extratropical enquanto se movia sobre a Geórgia. Os remanescentes continuaram a acelerar para o nordeste, tendo enfraquecido rapidamente para ventos de 80 km/h (50 mph). Ele se moveu ao longo da costa Leste dos Estados Unidos, emergindo da Carolina do Norte no Atlântico ocidental, e mais tarde cruzou o Canadá Atlântico. Em 12 de outubro, os remanescentes de Josephine viraram para o norte e depois para o noroeste dentro do fluxo geral do oceano Atlântico norte. No dia seguinte, a tempestade se fortaleceu para atingir novamente seus ventos máximos de 110 km/h (70 mph). Em 16 de outubro, a tempestade se fundiu com outra tempestade extratropical perto da Islândia.

## Preparativos e impacto

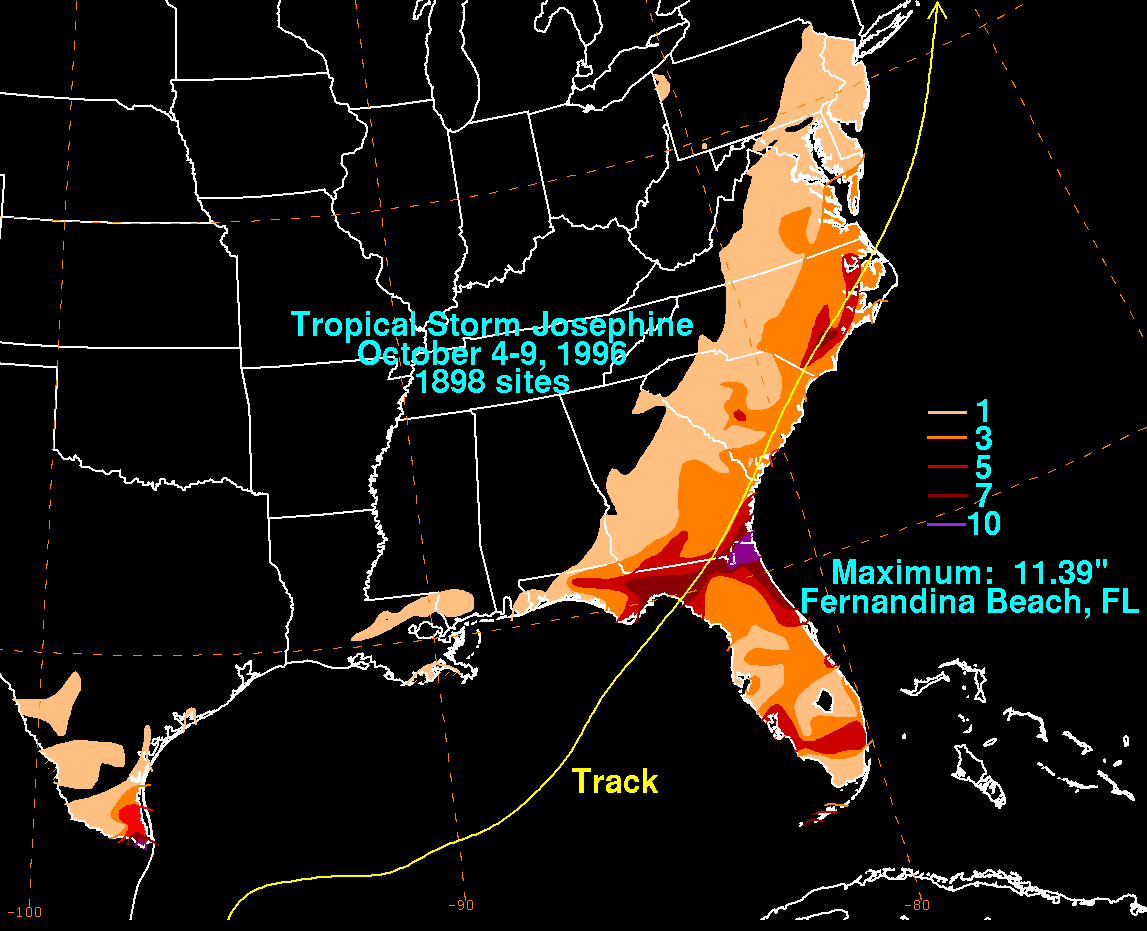
Totais de precipitação da tempestade tropical Josephine

Cerca de 19 horas antes do landfall, o Centro Nacional de Furacões (NHC) emitiu um alerta de tempestade tropical de Apalachicola a Venice, Flórida, que foi precedido por um alerta de tempestade tropical seis horas antes. À medida que a tempestade se intensificava ainda mais, o NHC emitiu um alerta de furacão de Apalachicola para Anclote Key e estendeu o aviso de tempestade tropical para o oeste até Fort Walton Beach. Mais tarde, a agência emitiu um alerta de tempestade tropical para a costa atlântica de Cabo Canaveral até Little River Inlet, na Carolina do Sul. Autoridades ordenaram evacuações para ilhas-barreira em nove condados da Flórida ao longo da costa do golfo e cerca de 3.000 as pessoas ficaram em abrigos. Os escritórios do governo fecharam ao longo do caminho projetado da tempestade no estado. Mais tarde, a tempestade forçou o cancelamento de parte da excursão de ônibus de Bob Dole por Nova York e adiou uma busca pelos destroços do vôo 800 da TWA. O primeiro jogo da World Series de 1996 foi adiado por um dia devido à tempestade.
Enquanto Josephine estava se formando, produziu marés altas de 0.91 to 1.22 m (3 to 4 ft) acima do normal que inundou regiões costeiras e erodiu praias ao longo da costa do Texas. As inundações costeiras cobriram partes da Texas State Highway 316 e da John F. Kennedy Memorial Causeway. A periferia externa da tempestade deixou cair chuvas localmente fortes que atingiram 275 mm (10.81 in) no Aeroporto Internacional de Brownsville, que inundou casas em Brownsville e ruas perto de San Benito. Chuvas leves também ocorreram em outras partes ao longo da costa do golfo. Na Louisiana, as marés eram 1.2 m (4 ft) acima do normal, que inundou partes da Louisiana Highway 1 e várias casas. As enchentes danificaram duas casas em Mandeville e os danos em todo o estado foram estimados em US$ 5,5. milhão. Depois que os moradores se recusaram a evacuar Grand Isle, mais de 200 as pessoas ficaram presas quando as águas da enchente subiram.

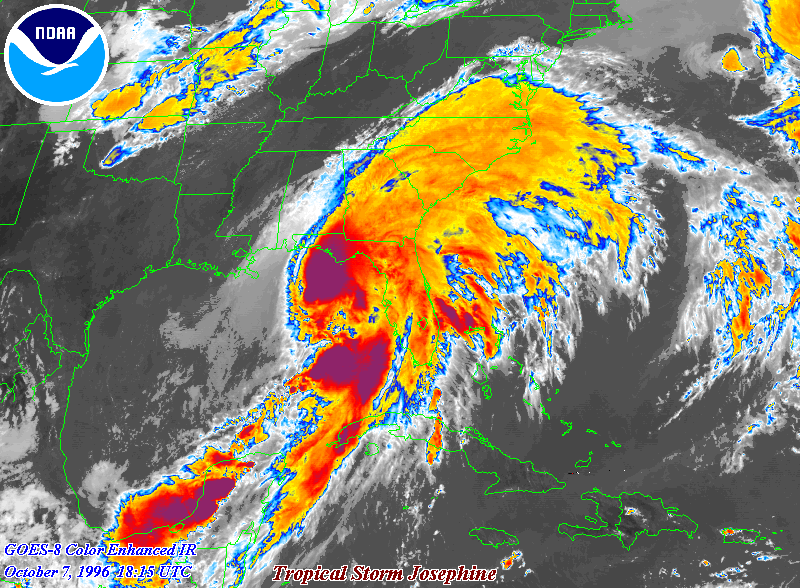
Imagem de satélite da tempestade tropical Josephine perto da costa

Josephine atingiu a costa noroeste da Flórida ao longo de Apalachee Bay e produziu uma alta tempestade de cerca de 2.8 m (9.3 ft) em Suwannee, causando erosão de praia de leve a moderada. A tempestade produziu rajadas de vento com força de tempestade tropical generalizadas no estado, e os ventos sustentados mais altos foram de 72 km/h (45 mph) ao longo da ponte Sunshine Skyway ; o mesmo local relatou um pico de rajada de 116 km/h (72 mph). Josephine caiu chuvas fortes no estado, com pico de 289 mm (11.39 in) na Praia Fernandina.  A tempestade também gerou pelo menos 16 tornados no norte da Flórida, a maioria dos quais causaram pequenos danos às árvores. um 400 yd (370 m) tornado largo, classificado como F2, permaneceu no solo por 11 km (7 mi) em Edgewater, que danificou 130 casas, 30 delas severamente. O tornado causou um ataque cardíaco a uma mulher em Edgewater, e seus danos foram estimados em $ 2,4 milhão. No oeste da Flórida, as marés altas inundaram estradas e edifícios ao longo da costa. Entre o condado de Levy e Lee ao longo da costa do golfo, Josephine inundou cerca de 3.600 casas, principalmente a oeste da US Route 19. O maior dano causado pela tempestade ocorreu no condado de Pinellas, onde cerca de 1.400 casas foram afetadas, causando $ 25 milhões em danos. Uma pessoa ficou ferida no condado quando um homem estava surfando em mar agitado. As marés altas danificaram três píeres de pesca ao longo da costa oeste. No condado de Clay, as chuvas torrenciais forçaram cerca de uma dúzia de famílias a procurar abrigo em outro lugar, e algumas estradas foram destruídas. Em Jacksonville, as fortes chuvas inundaram centenas de estradas e causaram o fechamento de escolas em todo o condado. As inundações nas ruas ocorreram até o sul de Florida Keys. Ventos fortes causaram danos esporádicos ao longo do norte da Flórida, e cerca de 400.000 as pessoas perderam o poder em todo o estado. Após a tempestade, o presidente Bill Clinton declarou 16 condados como áreas de desastre, o que os tornou elegíveis para assistência federal na reconstrução.
Quando os remanescentes de Josephine se mudaram para a Geórgia, choveu mais de 180 mm (7 in) inundou partes da Rota 40 do estado da Geórgia e destruiu seis casas ao longo do rio St. Uma mulher morreu após bater em uma árvore caída no estado. Na Carolina do Sul, a tempestade causou inundações repentinas que cobriram estradas e carros, após 150 mm (6 in) de precipitação caiu. Rajadas de vento no estado chegaram a 97 km/h (60 mph) ao longo da costa, enquanto as marés altas causaram menor erosão na praia. Os restos de Josephine geraram um tornado fraco no condado de Horry que derrubou árvores e linhas de energia. Fortes chuvas, incluindo relatos de 100 mm (4 in) em três horas e meia, também afetou a Carolina do Norte, que inundou áreas baixas, rios e trechos de várias estradas, incluindo a US Route 70. Uma mulher e seu filho precisaram ser resgatados de uma estrada inundada em Chadbourn. Em algumas áreas do leste da Carolina do Norte, a tempestade elevou o nível dos rios apenas algumas semanas depois de terem baixado após o furacão Fran. Ventos fortes de até 110 km/h (70 mph) derrubaram árvores e postes de energia, causando blecautes e dezenas de acidentes de trânsito; um homem morreu enquanto dirigia em meio a fortes chuvas. As marés altas inundaram as ilhas-barreira e causaram erosão nas praias, anteriormente afetadas pelos furacões Bertha e Fran no início do ano. Em conjunto com uma frente fria, Josephine gerou três tornados no estado ao longo da costa central do estado. Os tornados destruíram várias casas móveis, arrancaram árvores e derrubaram linhas de energia.

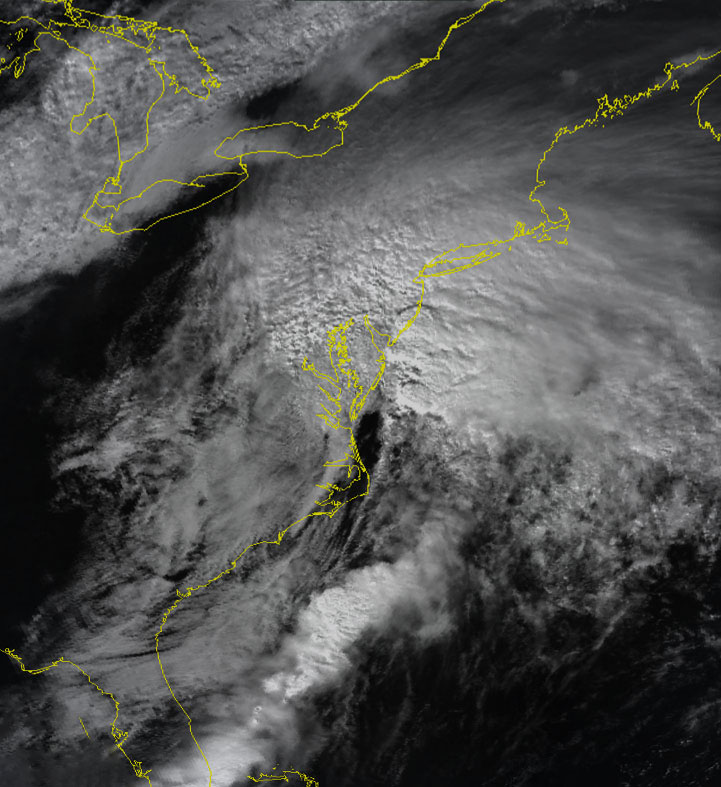
Imagem de satélite da tempestade pós-tropical Josephine viajando para o norte da costa leste em 8 de outubro

Depois de percorrer o sudeste dos Estados Unidos, Josephine emergiu no oeste do Oceano Atlântico como um forte ciclone extratropical e permaneceu próximo à costa. Continuou a trazer ventos fortes e chuvas fortes. No sudeste da Virgínia, onde as rajadas de vento chegaram a 101 km/h (63 mph) no Chesapeake Bay Bridge–Tunnel, a tempestade deixou cerca de 26.000 pessoas sem energia, enquanto as enchentes contribuíram para mais de 70 acidentes de trânsito. Um acidente de três carros matou um homem no estado. Na vizinha Maryland, a tempestade produziu uma rajada de vento de pico de 124 km/h (77 mph) no Condado de St. Mary e em Ocean City, que derrubou árvores sobre as casas e deixou cerca de 7.000 pessoas sem poder. Na Baía de Chesapeake, ondas de 1.8 m (6 ft) de altura causou danos costeiros menores e inundou partes da costa, inclusive ao longo da Rota 238 de Maryland. Em Ocean City, um 49 m (160 ft) a barcaça quebrou de suas amarras durante a tempestade, que mais tarde chegou à costa. Cerca de 4.000 pessoas ficaram sem energia em Delaware, onde os ventos chegaram 93 km/h (58 mph) e marés altas, com pico de 2.3 m (7.6 ft) em Lewes, casas inundadas à beira-mar e uma parte da Rota 1 de Delaware. A alta precipitação fez com que o rio Christina subisse em 3.2 m (10.6 ft), fazendo com que algumas pessoas precisem ser resgatadas de seus carros. Cerca de 1.500 as pessoas perderam energia no sudeste da Pensilvânia, quando ventos fortes derrubaram alguns galhos de árvores nos cabos de energia. Na vizinha Nova Jersey, ventos fortes de cerca de 110 km/h (70 mph) deixou cerca de 31.000 casas sem energia, e 12 casas perderam seus telhados durante a tempestade. Tanto em Nova Jersey quanto em Nova York, a precipitação foi de cerca de 25 to 76 mm (1 to 3 in), causando pequenas inundações nas ruas. Ao passar pela costa da Nova Inglaterra, os remanescentes de Josephine produziram rajadas de até 109 km/h (68 mph) no Blue Hill Meteorological Observatory em Massachusetts. Pequenas inundações nas ruas ocorreram no estado depois que a tempestade caiu para 114 mm (4.50 in) de chuva em Cape Cod. Em toda a Nova Inglaterra, os ventos fortes derrubaram árvores e galhos, causando quedas de energia dispersas em Rhode Island, Massachusetts, New Hampshire e Maine. Em todo o país, os danos foram estimados em $ 130 milhões (1996 USD).
Mais tarde, os remanescentes de Josephine se moveram pelo Canadá Atlântico, onde a precipitação atingiu o pico de 70 mm no norte da Terra Nova. Os ventos mais fortes na região foram de 84 km/h (52 mph), forte o suficiente para causar o cancelamento ou atraso do serviço de balsa. Em Amherst e Fort Lawrence, a tempestade causou quedas de energia e fechamento de escolas.